# Je suis un assassin (film, 1929)
Pour les articles homonymes, voir Valiant et Je suis un assassin.
Pour plus de détails, voir Fiche technique et Distribution.
Je suis un assassin (titre original : The Valiant) est un film américain réalisé par William K. Howard, sorti en 1929.

## Fiche technique
- Titre original : The Valiant
- Titre français : Je suis un assassin
- Réalisation : William K. Howard
- Scénario : Tom Barry et John Hunter Booth d'après la pièce de Holworthy Hall et Robert Middlemass
- Photographie : Lucien Andriot et Glen MacWilliams
- Pays de production :  États-Unis
- Format : Noir et blanc
- Genre : Film dramatique
- Durée : 66 minutes
- Date de sortie : 1929

## Distribution
- Paul Muni : James Dyke
- Marguerite Churchill : Mary Douglas
- Johnny Mack Brown : Robert Ward
- DeWitt Jennings : Warden Holt
- Henry Kolker : le juge
- Edith Yorke : Mme Douglas
- Richard Carlyle : père Daly
- Clifford Dempsey : lieutenant de police

Acteurs non crédités
- Barton Hepburn : Joe Douglas jeune
- Robert Homans : l'imprimeur du journal

## Récompenses et distinctions
- * National Board of Review: Top Ten Films 1929